# 双桥乡 (遂川县)
双桥乡，是中华人民共和国江西省吉安市遂川县下辖的一个乡镇级行政单位。

## 行政区划
双桥乡下辖以下地区：
双桥村、马埠村、双溪村、潭溪村、湾洲村和东垓村。